# Ukar
Ukar (oficialment en castellà Úcar) és un municipi de Navarra, a la comarca de Puente la Reina, dins la merindad de Pamplona.

## Demografia
| Evolució demogràfica                            | Evolució demogràfica | Evolució demogràfica | Evolució demogràfica | Evolució demogràfica | Evolució demogràfica | Evolució demogràfica | Evolució demogràfica | Evolució demogràfica | Evolució demogràfica | Evolució demogràfica |
| 1996                                            | 1998                 | 1999                 | 2000                 | 2001                 | 2002                 | 2003                 | 2004                 | 2005                 | 2006                 | 2007                 |
| ----------------------------------------------- | -------------------- | -------------------- | -------------------- | -------------------- | -------------------- | -------------------- | -------------------- | -------------------- | -------------------- | -------------------- |
| 114                                             | 119                  | 120                  | 116                  | 116                  | 131                  | 129                  | 145                  | 157                  | 153                  | 156                  |
| Fonts: Úcar i Institut d'estadística de Navarra |                      |                      |                      |                      |                      |                      |                      |                      |                      |                      |